# Juniata (contea di Bedford)
Juniata  è una township degli Stati Uniti d'America, nella contea di Bedford nello Stato della Pennsylvania. Secondo il censimento del 2000 la popolazione è di 1.016 abitanti.

## Società

### Evoluzione demografica
La composizione etnica vede una prevalenza della razza bianca (98,23%) seguita da quella asiatica (0,20%), dati del 2000.
| township di Cumberland Valley Popolazione |       |
| 2000                                      | 1.016 |
| Stima al 2009                             | 1.076 |